# Folclor coregrafic
Folclorul coregrafic (numit și dans folcloric) reprezintă o subdiviziune a folclorului, însumând totalitatea creațiilor coregrafice (privitoare la dans) realizate de cultura spirituală populară corespunzătoare unei etnii sau unui grup de etnii. 
Studiul folclorului coregrafic constituie una dintre cele patru mari ramuri ale folcloristicii, alături de: folclorul literar, folclorul muzical și teatrul popular. Față de inițierea primelor cercetări folclorice, studiul folclorului coregrafic s-a produs mai târziu, întâietatea aparținând trasării unor fundamente necesare în domeniile literar și muzical, cele două fiind de multe ori condiții indispensabile producerii dansului.